# Claire Jaouen
Claire Jaouen (* 13. Februar 1979) ist eine ehemalige französische Beachvolleyballspielerin.

## Karriere
1997 wurde die Sportlerin mit Séverine Liénard in Zagreb Vizeeuropameisterin der unter Zwanzigjährigen. In der gleichen Saison gewannen die beiden die Bronzemedaille bei den französischen Meisterschaften. Dieses Ergebnis konnten sie ein Jahr später um einen Rang verbessern. Nach einer längeren Pause bestritten sie 2002 einige Wettbewerbe der FIVB World Tour ohne nennenswerte Resultate. Die internationale Bilanz von Jaouen wurde auch eine Spielzeit später mit ihrer neuen Partnerin Zoé Chater nicht wirklich besser. Im Juli des Jahres trennten sich die beiden wieder.
Bei der WM 2003 gelangten Claire Jaouen und Tatiana Barrera durch ihren Sieg über die Norwegerinnen Maaseide / Glesnes als Gruppendritte in die erste Hauptrunde. Dort mussten sie sich jedoch den Brasilianerinnen Ana Paula / Sandra Pires geschlagen geben. 2004 machten die Europäerinnen noch einmal auf sich aufmerksam, als sie bei den Shanghai Open die Qualifikation überstanden, anschließend nach der ersten Niederlage im Hauptfeld unter anderem die Deutschen Stephanie Pohl / Okka Rau besiegten, erst in der dritten Verliererrunde an deren Landsfrauen Susanne Lahme / Danja Müsch scheiterten und somit den geteilten dreizehnten Platz belegten. Nach dem Klagenfurter Grand Slam trennte sich Barrera von Claire Jaouen. Die bestritt ihr letztes Turnier im gleichen Spieljahr mit Déborah Giaoui bei den Italien Open in Mailand und beendete anschließend als erst Fünfundzwanzigjährige ihre Karriere.